# Nekonečný součin
Nekonečný součin je pojem matematické analýzy. Pro nekonečnou posloupnost a1, a2, a3,… je nekonečný součin
{\displaystyle \prod _{n=1}^{\infty }a_{n}=a_{1}\cdot a_{2}\cdot a_{3}\cdot \cdots }
roven limitě posloupnosti částečných součinů a1a2...an kde n roste k nekonečnu. Pokud taková limita existuje a je nenulová, pak se o součinu říká, že konverguje, a jeho hodnota je rovna hodnotě limity, jinak se o součinu říká, že diverguje.
Pokud součin konverguje, musí být limita posloupnosti an rovna jedné. V takovém případě je logaritmus log an definován pro všechna an a platí:
{\displaystyle \log \prod _{n=1}^{\infty }a_{n}=\sum _{n=1}^{\infty }\log a_{n}}
což umožňuje vyšetřovat konvergenci nekonečných součinů pomocí nástrojů pro vyšetřování konvergence nekonečných řad.